# Rocasaurus
Rocasaurus muniozi
Genre
Espèce
Rocasaurus (qui signifie « lézard de Roca City ») est un genre éteint de dinosaures sauropodes titanosauridés qui vivait en Amérique du Sud. Il a été découvert en 2000, en Argentine, dans la formation d'Allen datée du sommet du Crétacé supérieur (Campanien moyen à Maastrichtien inférieur), soit il y a environ entre 80 et 70 Ma (millions d'années).
La seule espèce, l'espèce type, Rocasaurus muniozi, a été décrite par Salgado et Azpilicueta en 2000.

## Description
Ce genre pouvait atteindre jusqu'à 8 mètres de long, ce qui faisait de lui un des sauropodes les plus petits.